# Prepovedane igre
Prepovedane igre (francosko Jeux interdits) je francoski vojni dramski film iz leta 1952, ki ga je režiral René Clément po scenariju Jeana Aurencheja in Pierrea Bosta ter temelji na romanu Jeux Interdits Françoisa Boyerja. V glavnih vlogah nastopajo Georges Poujouly, Brigitte Fossey in Amédée. Zgodba prikazuje mlado francosko siroto, ki izgubi starše v zračnem napadu nacistov in se spoprijatelji s sinom revnega kmeta, s katerim se spopadata s krutostjo vojne. 
Film je bil premierno prikazan 2. maja 1952 ter sprva ni bil posebej uspešen v Franciji, drugod pa je postal uspešnica. Osvojil je zlatega leva na Beneškem filmskem festivalu, častnega oskarjem za najboljši tujejezični film na 25. podelitvi in nagrado BAFTA za najboljši film.

## Vloge
- Georges Poujouly kot Michel Dollé
- Brigitte Fossey kot Paulette
- Amédée kot Francis Gouard
- Laurence Badie kot Berthe Dollé
- Suzanne Courtal kot ga. Dollé
- Lucien Hubert kot Dollé
- Jacques Marin kot Georges Dollé
- Pierre Merovée kot Raymond Dollé
- Louis Saintève kot duhovnik